# Pharos von Alexandria

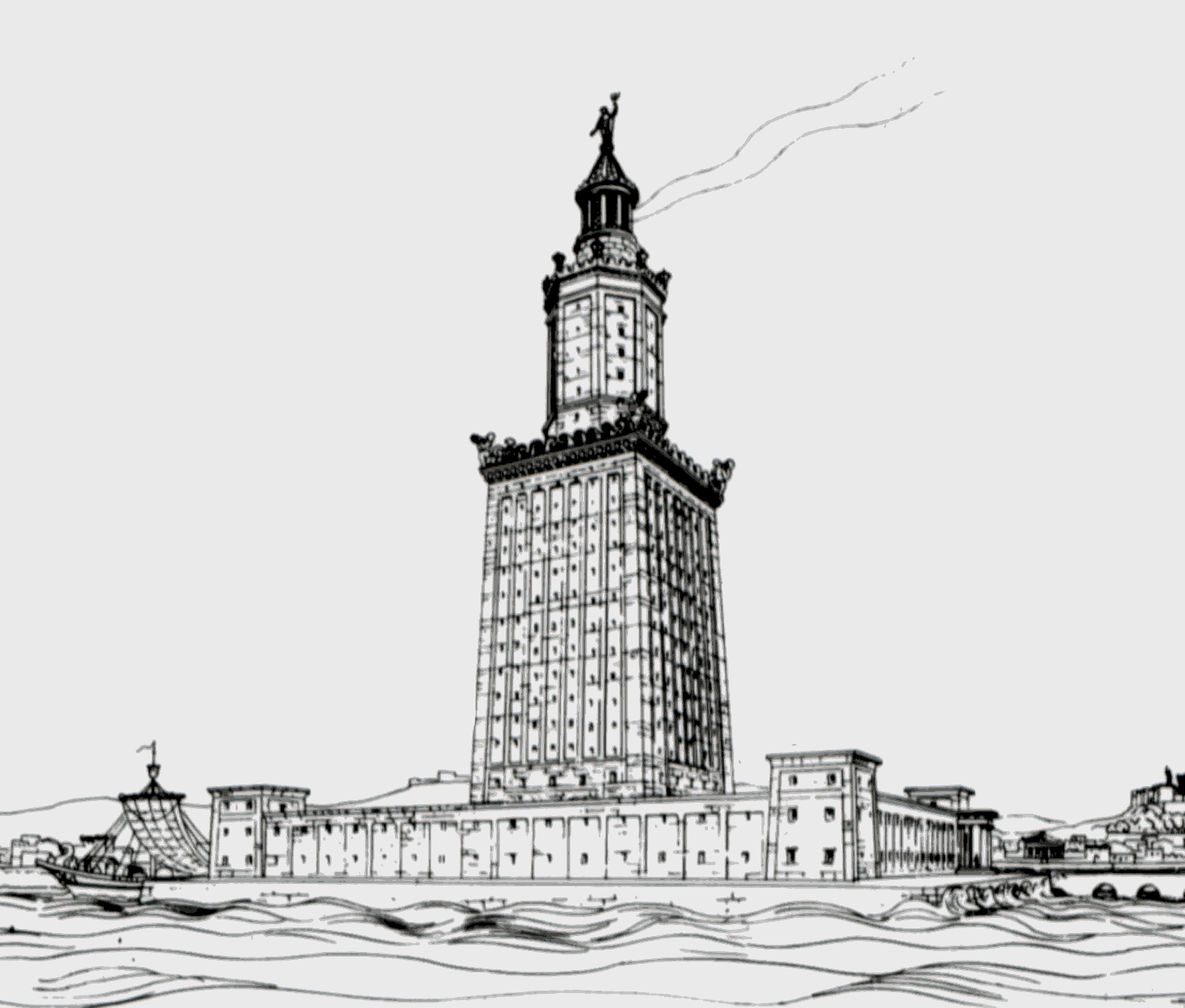
Rekonstruktionszeichnung des Archäologen Hermann Thiersch

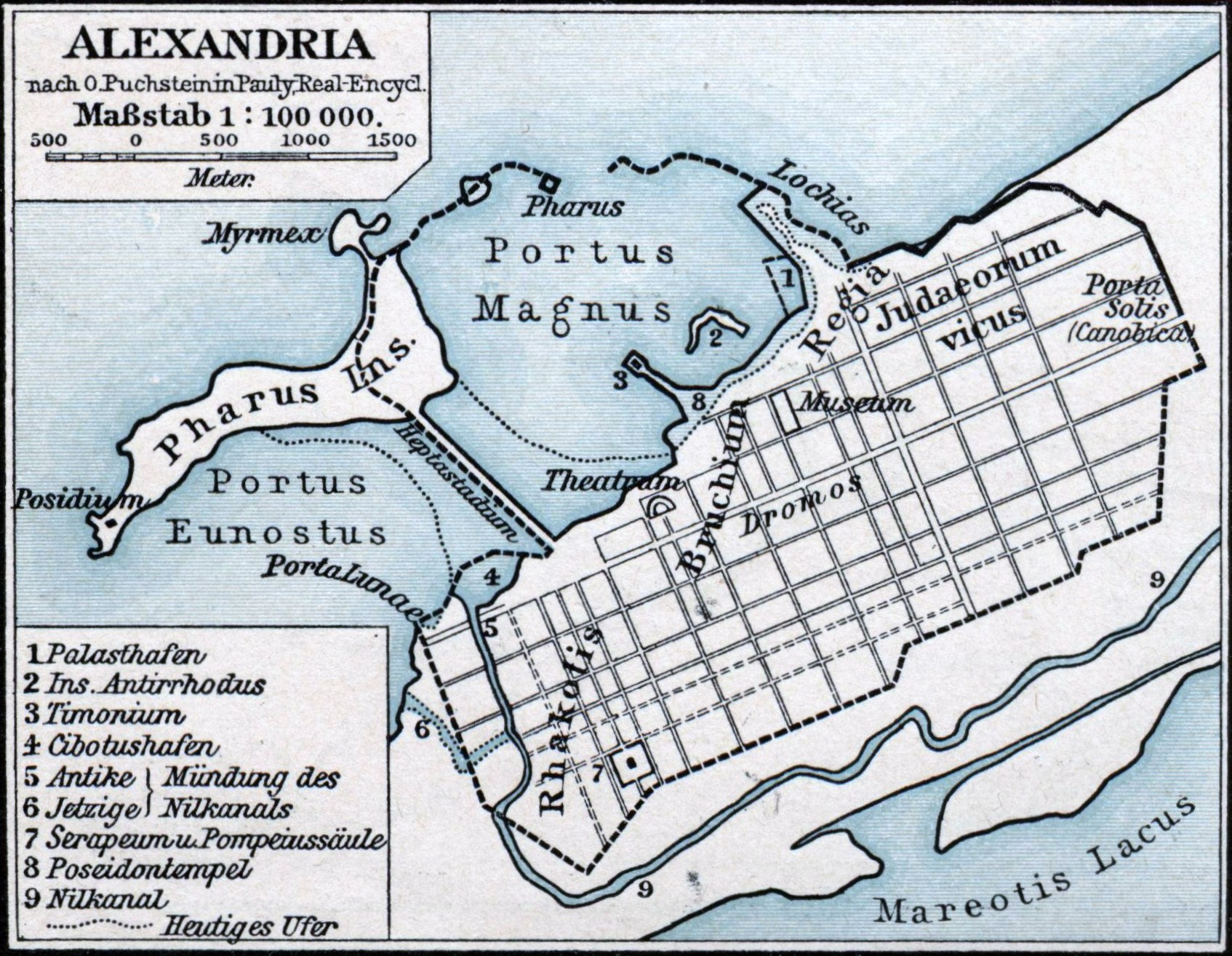
Stadtplan des antiken Alexandria
mit der Insel Pharos im Westen

Der Leuchtturm von Alexandria war der erste historisch überlieferte Leuchtturm und bis ins 20. Jahrhundert mit etwa 115 bis 160 Metern der höchste Leuchtturm, der je gebaut wurde. Nach der kleinen Insel Pharos, bei der er stand, wird er seit der Antike auch Pharos von Alexandria genannt (altgriechisch ὁ Φάρος Ἀλεξανδρεύς o. Ἀλεξανδρινός, lateinisch Pharus Alexandrinus oder Turris Pharia). 
Der Leuchtturm von Alexandria war das jüngste der sieben Weltwunder der Antike. Ursprünglich enthielt die Weltwunderliste die Stadtmauern von Babylon. Da sie in hellenistischer Zeit zerfallen waren, wurden sie in der Liste durch den Leuchtturm ersetzt.

## Standort
Pharos war eine kleine Insel nahe der ägyptischen Küste, 25 Kilometer westlich des kanopischen Nilarmes. Bereits Homer erwähnt sie in seiner Odyssee (4,354–359). Der Sage nach soll der griechische König und Troja-Gegner Menelaos (altgriechisch Μενέλαος) auf der Insel gelandet sein, die damals noch keinen bekannten Namen hatte. Er fragte auf der Insel einen Mann nach deren Namen und Besitzer. Der Ägypter antwortete ihm Per aa (altägyptisch für „Pharao“). Der König verstand nur Pharos, was im Altgriechischen „Tuch“ bedeutete (φᾶρος „Tuch, Segel“) – so kam die Insel zu ihrem Namen.
Zum Schutz der Häfen von Alexandria wurde die Insel durch den sieben Stadien (1316 m) langen Heptastadiondamm – errichtet von Dexiphanes aus Knidos, dem Vater des Leuchtturmarchitekten – mit dem Festland verbunden. Damm und Insel bildeten die Ostbegrenzung des Eunostos-Hafens (ὁ Εύνοστος Λιµήν, Eunostòs Limên „der Gute-Heimkehr-Hafen“) und gleichzeitig die Westbegrenzung des „Großen Hafens“ (ὁ Μέγας Λιµήν, Mégas Limên) von Alexandria. Der Turm wurde östlich der eigentlichen Insel Pharos in die Einfahrt des großen Hafens gebaut, die durch mehrere Riffe behindert war. Er stand bei einem Riff zwischen den beiden Hauptpassagen.
Da es der Gegend an natürlichen Landmarken mangelte und die rege verkehrenden Schiffe auch nachts ein- und auslaufen mussten, wurde es für nötig befunden, den Eingang des Hafens zu markieren, da er bei mäßiger Sicht kaum gegen den Hintergrund auszumachen war. Es ist nie ganz geklärt worden, ob König Ptolemaios I. Soter oder sein Baumeister Sostratos von Knidos selbst das Bauwerk initiiert hat. Die Tatsache, dass sein Name als Architekt überliefert ist, aber nicht eindeutig der Stifter, lässt vermuten, dass Sostratos, der auch Großkaufmann und Diplomat war, als extrem vermögender Mann zumindest Mit-Stifter des außergewöhnlichen Bauwerks war.

## Bauzeit
Der Turm wurde von Sostratos von Knidos von etwa 299 bis 279 v. Chr. im Auftrag von Ptolemaios I. erbaut, der 800 Talente (21.000 kg) Silber bereitstellte (Wert 2023: ca. 14,9 Millionen Euro). Der Bau wurde erst unter der Herrschaft von Ptolemaios II. fertiggestellt. Eusebius von Caesarea erwähnte den Pharos für das Jahr 282 v. Chr., was für dessen Fertigstellung um spätestens 282 spricht und einer Bauzeit zwischen 17 und 20 Jahren entspricht. Die Arbeiter waren überwiegend Sklaven, von den hochspezialisierten Fachkräften abgesehen. Ein Augenzeuge der Einweihungsfeier war der Makedone Poseidippos (316–250) von Kassandreia (Potideia), in dessen überlieferten Schriften sich Angaben dazu finden. Er nennt als „rettende Götter“ den Zeus Soter und Proteus als Herrschergott der Insel.

## Architektur

### Plattform
Der Turm stand auf einer ca. 190 m × 190 m großen steinernen Plattform aus Granit, die zusätzlich mit Götterstandbildern geschmückt war – darunter auch die ersten Herrscher der Ptolemaierdynastie. Nicht sicher ist, ob die Fundamentplatte an den drei Seeseiten direkt wie eine Kaimauer zum Meer abfiel oder noch von Inselboden umgeben war. Nach einigen Quellen war sie mit einem überdachten Säulengang umgeben, ebenso die Zugangsrampe zum Eingang des Pharos, laut Überlieferung antiker Schriftsteller (Strabon, Plinius der Ältere, Lukian von Samosata) und Münzbildern erhöht gelegen.

### Unterer Abschnitt
Der erste Abschnitt des ungewöhnlichen Bauwerks soll ein zwischen 55 und 65 Meter hoher, sich nach oben verjüngender Pyramidenstumpf aus Kalksteinen mit quadratischer Grundfläche von 30 m Seitenlänge an der Basis gewesen sein. Marmor, der oft als Baumaterial genannt wird, konnte in ganz Alexandria nicht aus dieser Zeit nachgewiesen werden. Manche Forscher ziehen eine Marmorverkleidung in Erwägung. Die schweren Steinblöcke wurden mit Blei als Fugenmaterial verbunden, was der Struktur eine gewisse Elastizität gab, die sich angesichts der Erdbeben und des Wellenschlags, denen der Turm trotz Wellenbrechern ausgesetzt war, auszahlte. Die Wände waren strukturiert und mit gelaibten Fensteröffnungen zur Erhellung der Räume versehen. Das gab ihm eher das Aussehen eines Hochhauses, war aber architektonisch bedingt, denn sonst hätte der Turm mit den damaligen Mitteln nicht diese Stabilität und Lebensdauer erhalten.
Der massive Sockelabschnitt mit kreisrundem Innenschacht war voller Vorrats-, Lager- und Aufenthaltsräume (~50) für Handwerker und Mechaniker, inwendig verlief eine räumlich abgetrennte Rampe an der Schachtinnenwand zum Transport von Materialien mit eselgezogenen Karren oder Packeseln. Der Schacht verlief nach oben weiter bis zur Laterne und erlaubte es, mittels eines Seilaufzuges, Brennmaterial und andere notwendige Dinge bis zur Feuerstelle emporzuhieven.
Ein hervorkragender Fries schloss den unteren Sockelbau oben ab. Damit hatte er eine gewisse Ähnlichkeit mit einem ägyptischen Figurenschrein. Die Oberseite des Unterbaus war der Bevölkerung zugänglich, auch die Dachplattform des Oktogons. Die Aussicht aus ca. 60 bzw. 100 m Höhe war für die Menschen der damaligen Zeit ein einmaliges Erlebnis, da es außer Bergen keinerlei Erhebungen dieser Höhe gab.

### Obere Abschnitte
Auf dem quaderförmigen Unterbau erhob sich ein oktogonaler Aufbau mit einer Höhe von ungefähr 30 Metern und 11 Metern Seitenlänge. Auf diesem befand sich die Laterna in Form eines 9 Meter hohen Säulenrondells (Zylinders). Bucinablasende Tritonen schmückten den Absatz zwischen dem zweiten Turmabschnitt und der Laterna sowie die vier Ecken des Unterbaus. Über dem Säulenrondell war die eigentliche Lichtquelle mit dem Leuchtfeuer. Den krönenden Abschluss bildete eine 7 bis 8 Meter hohe Poseidonstatue. Nach anderen Quellen war es eine Statue des „Zeus Soter“ – womit Zeus unter die „rettenden Götter“ der Widmung gerechnet werden kann, auch weil Zeus über Herakles Stammvater der Ptolemaier war.
Die Lichtquelle war möglicherweise ein von Archimedes konstruierter Metallhohlspiegel bei Tage und ein Öl- oder Pechfeuer bei Nacht. Das Leuchtfeuer soll nachts 300 Stadien (56,4 km, 1 Stadion = 188 m) weit sichtbar gewesen sein.

### Gesamthöhe
Der Turm war nach seiner Fertigstellung schätzungsweise 115 bis 160 Meter (300 ägyptische Ellen) hoch. Damit war er nach den beiden großen Pyramiden von Gizeh für seine gesamte Lebensdauer das dritthöchste Gebäude der Erde (bei maximal 145 m). Falls die Höhe mehr als 152 m betrug, war er gar das höchste Gebäude (siehe auch Liste der höchsten Bauwerke ihrer Zeit).

## Verfall und Umbau

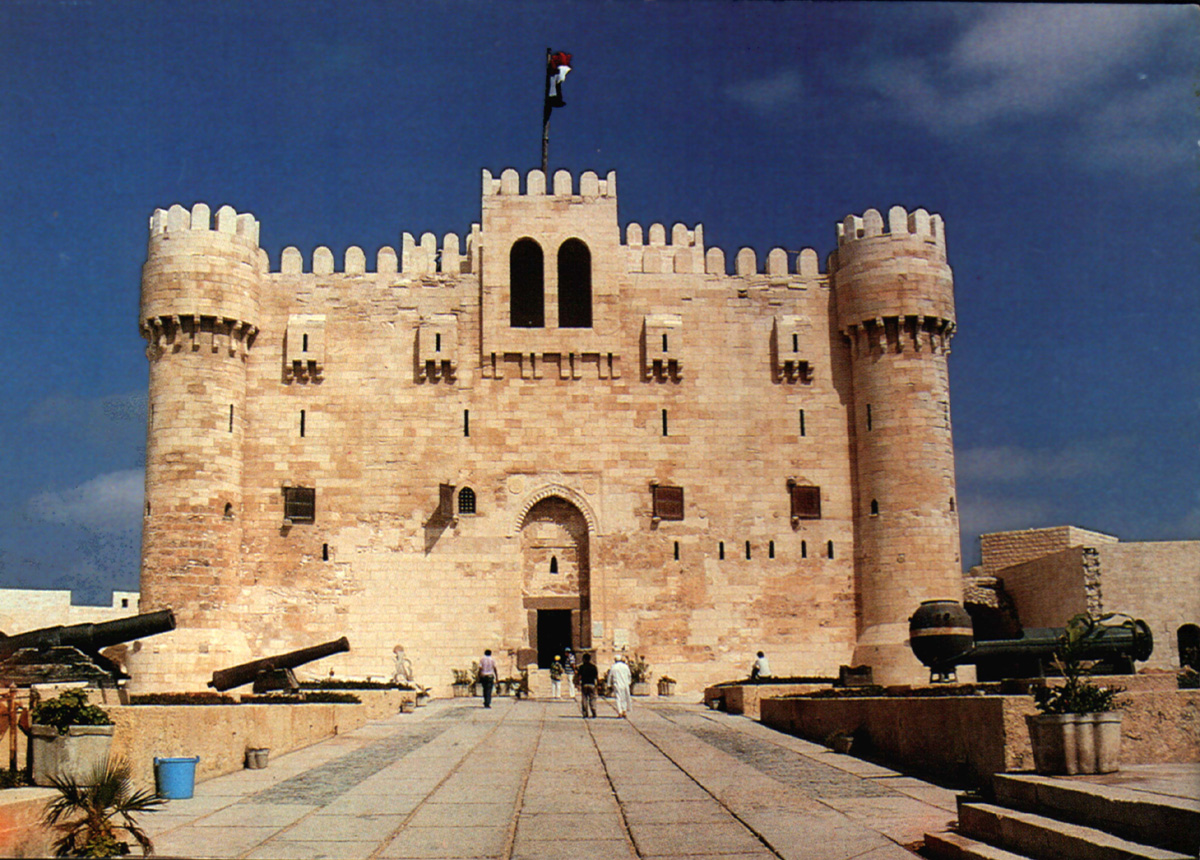
Zentraler Teil der Kait-Bay-Festung

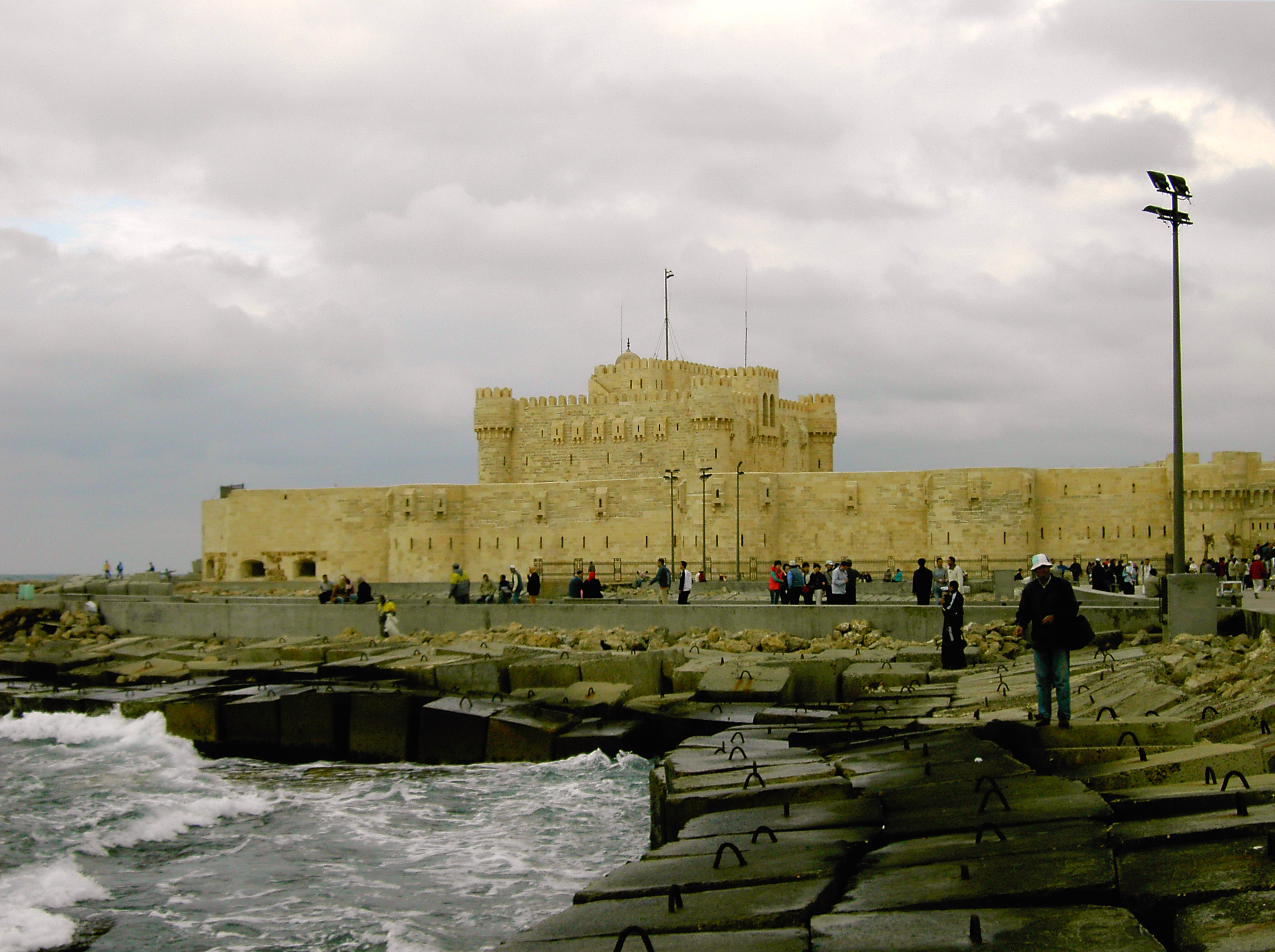
Kait-Bay-Festung (Gesamtanlage)

Ammianus Marcellinus und andere berichten von einem Seebeben südlich von Kreta am 21. Juli 365 n. Chr., das Alexandria und den Turm schwer getroffen haben soll. Andere Angaben beziehen sich auf das Jahr 769 mit einem Erdbeben, das schwere Schäden am Turm verursacht haben soll. Ein Wiederaufbau soll versucht worden sein.
Die abschließende Götterstatue wurde wahrscheinlich schon nach dem Erdbeben im 4. Jahrhundert entfernt – oder am Ende desselben Jahrhunderts, als Kaiser Theodosius I. die alten Kulte verbot (zum Beispiel auch die Gladiatorenspiele und das Orakel von Delphi) und zum Teil massiv gegen Tempel und Götterfiguren vorging. Spätestens zur Zeit der arabischen Eroberer gab es die Götterstatue nicht mehr.
Ahmad ibn Tulun, der von 868 bis 884 als Sultan in Ägypten regierte, soll das oberste Geschoss in eine Moschee mit Rundkuppel umbauen lassen haben, so wie es auf einem Mosaik in der Cappella di San Zenone (Zenonkapelle) der Kirche Santa Prassede zu Venedig zu sehen ist, das den Leuchtturm und den Evangelisten Markus darstellt. Nichtsdestoweniger sahen Benjamin von Tudela und al-Idrisi, die Alexandria im 12. Jahrhundert besuchten, den Turm als Leuchtturm in Funktion.
Wiederum zwei Erdbeben in den Jahren 1303 und 1323 zerstörten den Turm weitestgehend. Einzelne Quellen nennen auch 1375. Die Trümmer wurden im Meer liegen gelassen. Schließlich ließ Kait-Bay, der zu der Zeit machthabende Sultan der Mameluken, Teile der Trümmer heben. Die Steine wurden 1480 in seiner Festung, der Qāitbāy-Zitadelle, an der Küste verbaut.
2025 wurden 22 der größten verbliebenen Steinblöcke aus dem Meer geborgen. Darunter sind Türstürze, Pfosten, Türschwellen und Bodenplatten mit einem Gewicht von bis zu 80 Tonnen. Die Maßnahme ist Teil des Projekts Pharos, das die Archäologin und Architektin Isabelle Hairy vom französischen Zentrum für wissenschaftliche Forschung (CNRS) leitet. Ingenieure der Foundation Dassault Systèmes (FES) vermessen diese Blöcke digital – so wie dies in der Vergangenheit bereits mit weiteren Blöcken im Meer geschehen ist. Auf dieser Grundlage wird ein virtuelles Modell des Leuchtturms entstehen, das Aufschluss über dessen Konstruktion und Zerstörung geben soll.

## Darstellung und Beschreibung

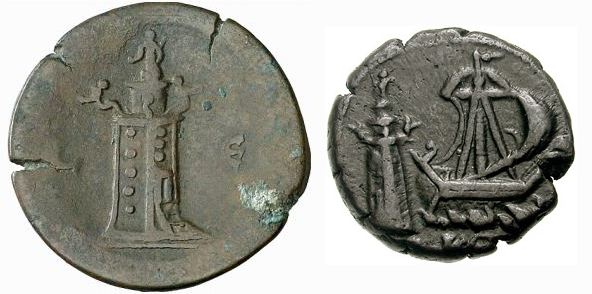
Der Leuchtturm auf alexandrinischen Münzen,
2. Jahrhundert n. Chr.

Die Darstellungen des Pharos auf alexandrinischen Münzen des 2. Jahrhunderts n. Chr. weichen teilweise erheblich voneinander ab. So ist nur auf wenigen Stücken die in den späteren arabischen Quellen beschriebene Dreigliederung des Bauwerks zu erkennen.
Al-Masʿūdī besuchte den Leuchtturm um 940 und beschrieb ihn in seinem Buch Muruǧ aḏ-ḏahab (947). Auch andere arabische Gelehrte wie al-Idrisi (besuchte 1115 den Turm), Yusuf ibn asch-Schaich (1165), Ibn Dschubair (um 1184), Abu el-Haggag el Andalousi (um 1222) und Ibn Battuta (14. Jahrhundert) sowie der jüdische Reisende Benjamin von Tudela (um 1170) haben den Pharos zum Teil noch in Funktion gesehen und auch beschrieben. Von ihnen sind uns genauere Maße und Beschreibungen überliefert.
Ibn Dschubair berichtete: „Zu den größten der Wunder, die wir selbst gesehen haben, gehört der Leuchtturm, den Allah gegründet hat mit den Händen derer, denen er diese Fronarbeit auferlegt hat … als Führung für die Reisenden“. Ibn Battuta war Zeuge des endgültigen Verfalls. Als er 1349 zum zweiten Male Alexandria besuchte, war ein Besteigen des Turmes wegen der zu großen Schäden infolge des Erdbebens von 1323 nicht mehr möglich. Der Turm hatte seit dem späten 11. Jahrhundert nach Reparaturen auch nicht mehr seine volle Höhe.
Die letzte Erwähnung und Beschreibung des Turmes stammte aus dem Jahr 1435 von Cyriacus von Ancona. In der Renaissance-Zeit war der Turm und die anderen Weltwunder Gegenstand etlicher, eher phantasievoller denn realistischer Darstellungen von Künstlern wie Maarten van Heemskerck, Johann Bernhard Fischer von Erlach und Antonio Tempesta.

## Rekonstruktionsversuche
Der deutsche Archäologe Hermann Thiersch beschäftigte sich eingehend mit der Rekonstruktion des Pharos von Alexandria.

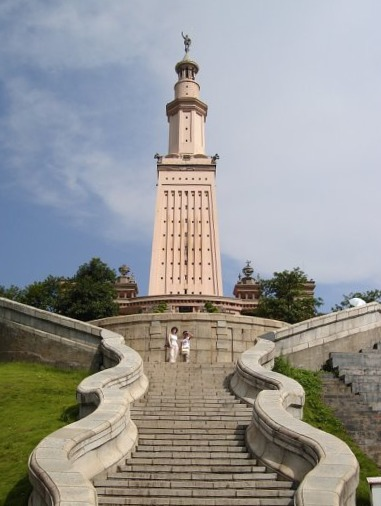
Rekonstruktionsmodell des Pharos nach Hermann Thiersch in Changsha, China

## Die Inschrift des Baumeisters
Obwohl Plinius der Ältere berichtet, Ptolemaios II. habe Sostratos wegen der besonderen Beziehungen seinen eigenen Namenszug auf dem Bauwerk erlaubt, wird von anderen antiken Autoren wie Lukianos von Samosata folgende Geschichte erzählt: Um sich zu verewigen, hat der Baumeister Sostratos eine Inschrift in gewaltigen Lettern (ca. 35–50 cm hoch) in den Stein der oberen Ostseite des quadratischen Unterbaus, die von allen Seefahrern umfahren und somit gesehen wurde, einmeißeln und mit Blei auslegen lassen. Er ließ die Schrift mit Putz überziehen, in den dann der Name von Ptolemaios I. eingeschrieben wurde, der als Initiator oder zumindest Geldgeber des Bauwerks nur seinen eigenen Namen als Inschrift erlaubte. Durch die Witterung verschwand der Putz mit der Zeit, und die eingravierten Buchstaben mit Sostratos’ Namen, die im 10. Jahrhundert noch von al-Masʿūdī gesehen wurden, kamen zum Vorschein:
ΤΟΙΣ ΘΕΟΙΣ ΣΩΤΗΡΣΙΝ
Sostratos der Knidier, Dexiphanes’ [Sohn]

Den rettenden Göttern

DEIS SERVATORIBUS
Mit den „rettenden Göttern“ könnten der Initiator des Baus, König Ptolemaios I. Soter („der Retter“) und seine Gemahlin Eurydike gemeint sein. Auch der Göttervater Zeus Soter, dem nach Poseidippos von Kassandreia der Turm geweiht gewesen sein soll, kommt in Betracht. Gegen die Deutung als Kastor und Polydeukes (Pollux) spricht, dass die Götterzwillinge im Ägypten der Ptolemaier keine bedeutende Rolle spielten.

## Der Pharos als Urbild des Leuchtturms

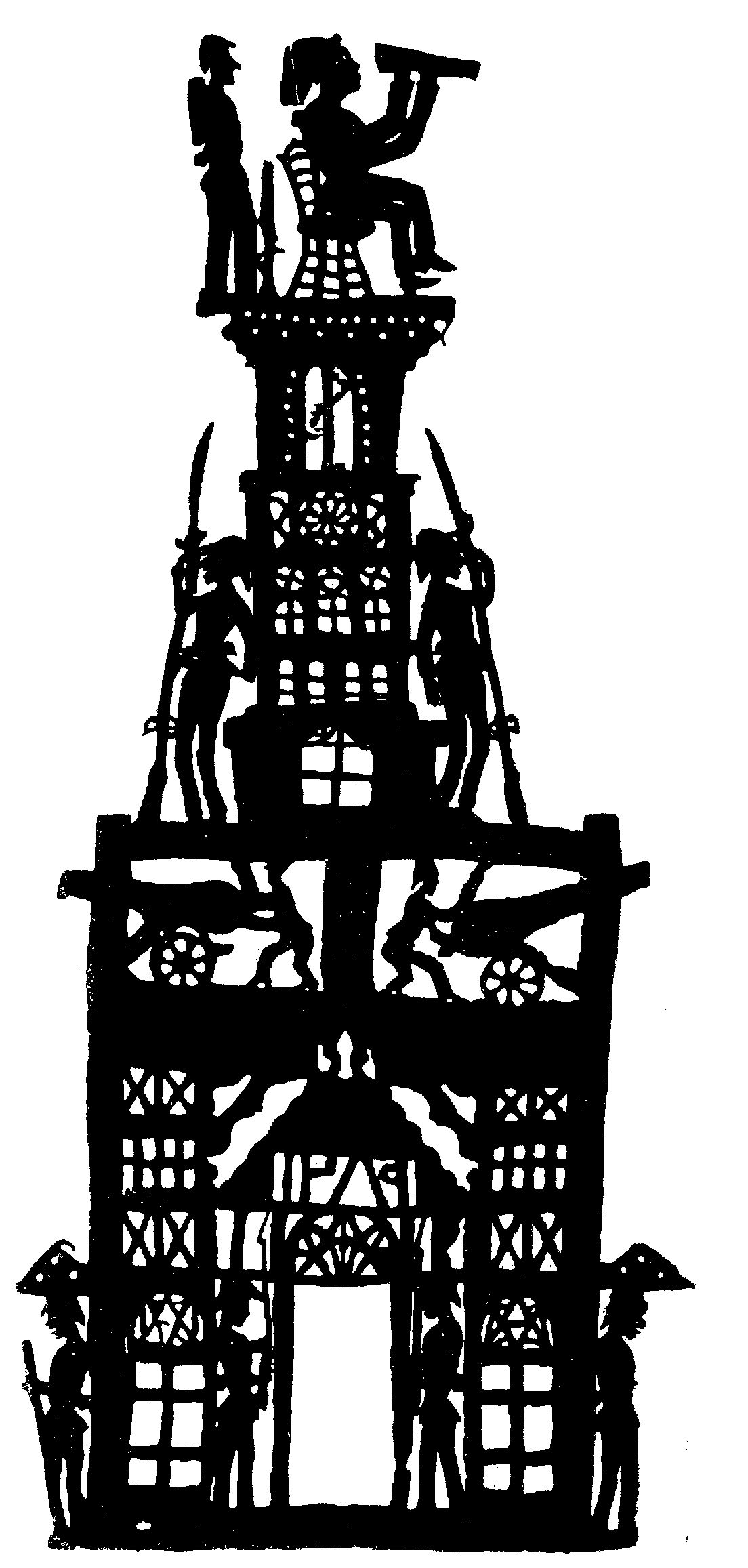
Der Leuchtturm von Alexandria als arabische Schattenspielfigur, hergestellt 1872 (Inschrift über der Tür 1289 AH). Titelfigur des gleichnamigen ägyptischen Schattenspiels. 150 cm hoch

Der Pharos von Alexandria war der erste Leuchtturm der Welt. Nach seinem Vorbild wurden in der antiken Seefahrt Leuchttürme rund um das Mittelmeer und an der Atlantikküste errichtet, die allerdings wesentlich niedriger waren. Beispiele sind die Leuchttürme von Ostia, Ravenna, Boulogne-sur-Mer (stand bis 1644) und La Coruña (existiert noch heute).
Zuvor hatte es „Feuertürme“ gegeben – Rundtürme (auch mehrstufige) mit Feuerbeschickung, zum Beispiel in Piräus oder als Seezeichen und Meldestation in der Nordägäis (Thasos). Aufgrund ihrer geringen Höhe von wenigen Metern werden sie eher als Leuchtfeuer oder Leuchtsäulen eingeordnet.
Der Begriff „Pharos“ wurde in den meisten romanischen Sprachen als Wort für „Leuchtturm“ übernommen:
- französisch phare (auch das Wort für Autoscheinwerfer)
- katalanisch, okzitanisch, gaskognischprovenzalisch, rätoromanisch und rumänisch far
- spanisch, galicisch und italienisch faro, spanisch außerdem farol für Laterne
- portugiesisch farol
- asturisch faru.

Übernahmen in weitere Sprachen:
- griechisch φάρος
- russisch фара (Autoscheinwerfer)
- türkisch far (Autoscheinwerfer).

„Der Leuchtturm von Alexandria“ ist der Titel eines berühmten arabischen Schattenspiels, das in der zweiten Hälfte des 13. Jahrhunderts in Kairo verfasst und bis ins 16./17. Jahrhundert aufgeführt wurde. Ende des 19. Jahrhunderts wurde das Stück in Ägypten in einer veränderten Fassung wiederbelebt. Das Stück und die dem Leuchtturm nachgebildete Spielfigur zeigen, dass ein vorislamisches Monument, das aus strategischen Gründen erbaut worden war, eine religiöse Bedeutung annehmen konnte und noch im 19. Jahrhundert als leuchtendes Zeichen des Islam galt.